# Projetor de vídeo

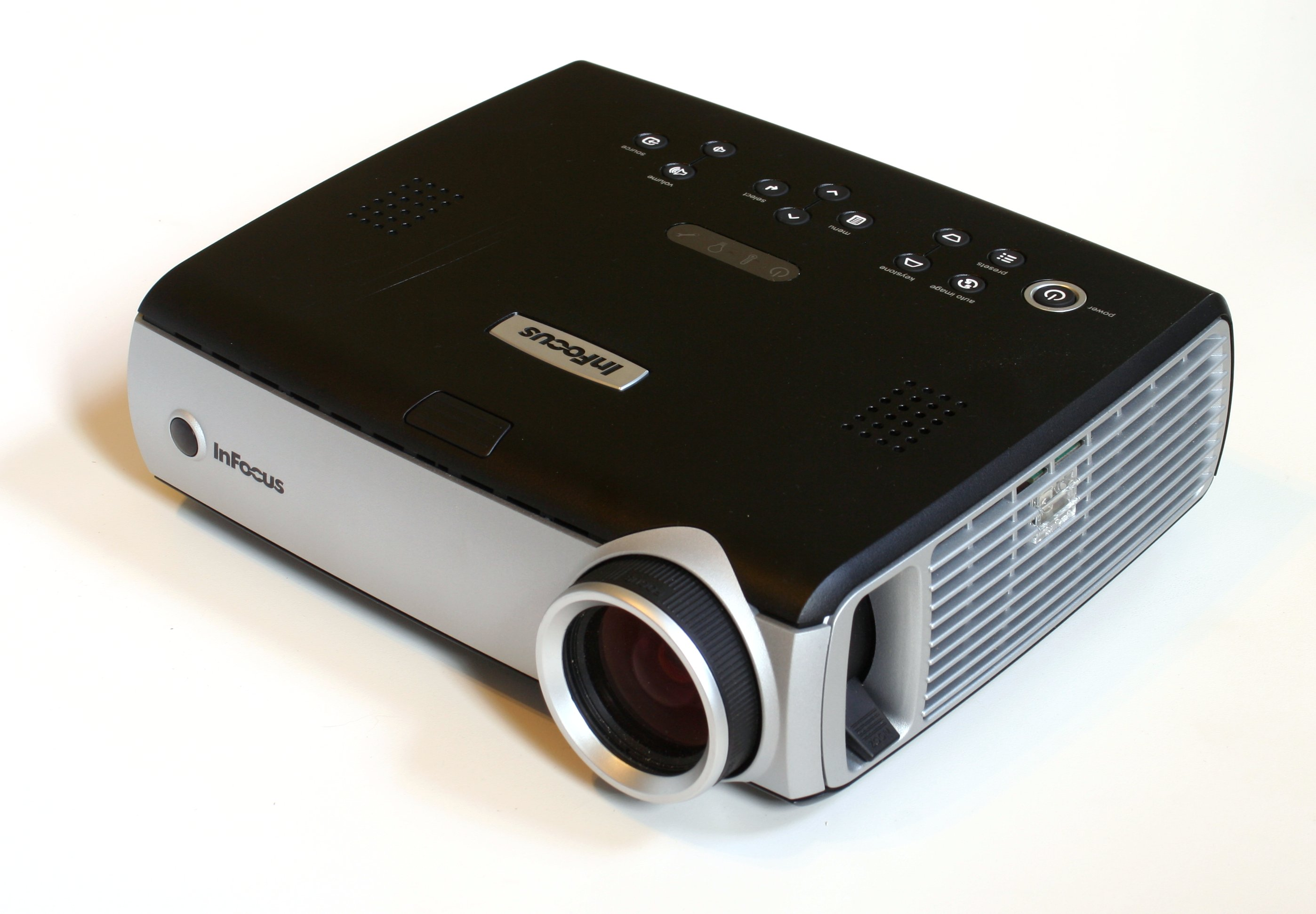
Projetor de vídeo

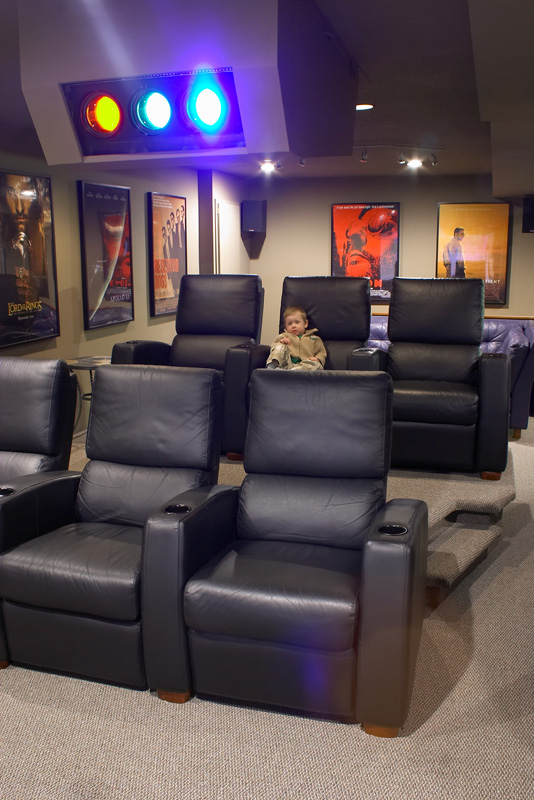
Home theatre equipado com um projetor Kalht

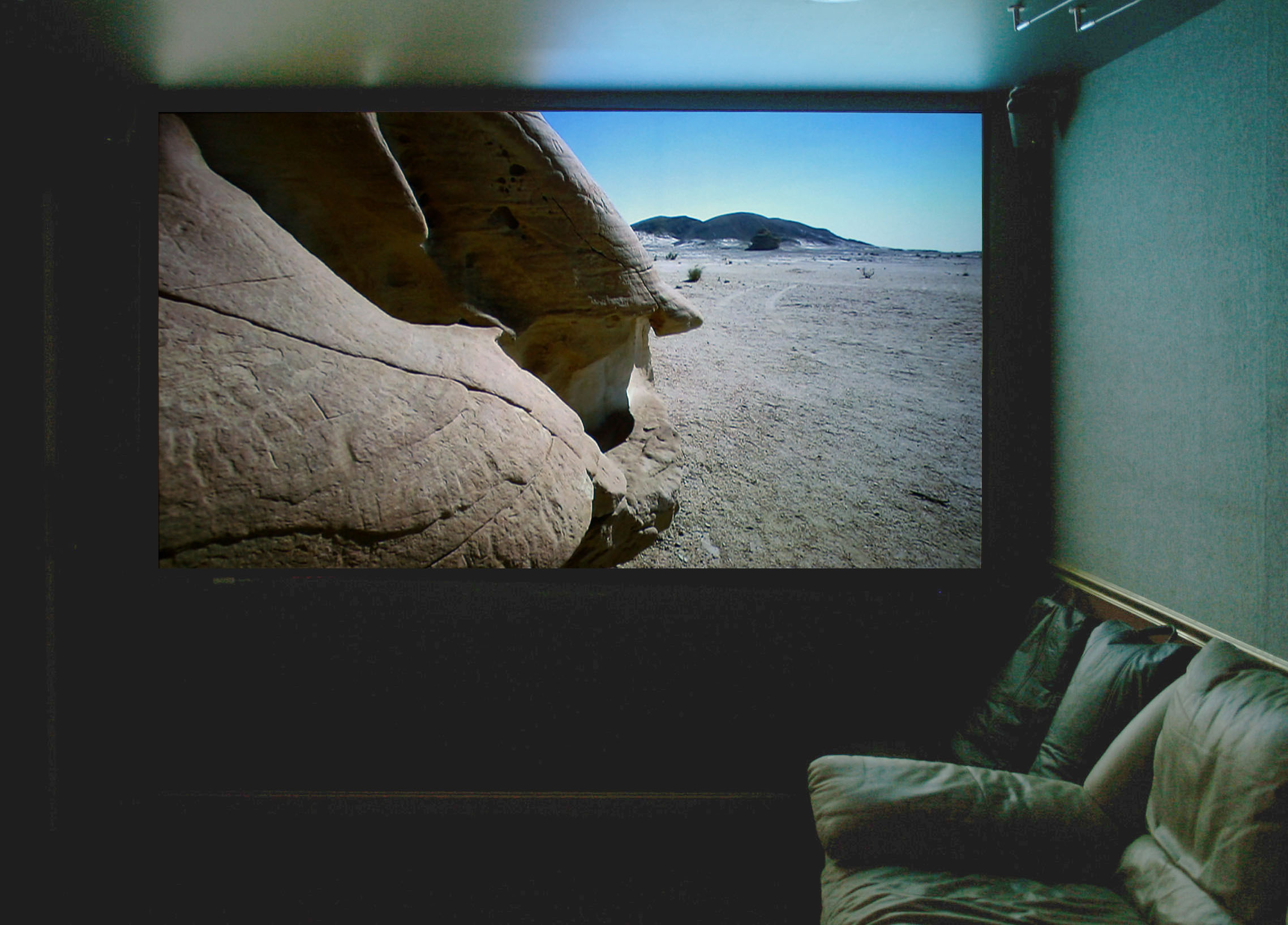
Qualidade de uma imagem gerada por um projetor.

Um projetor de vídeo ou videoprojetor é um dispositivo que processa sinais de vídeo e projeta a imagem correspondente em uma tela da projeção, usando um sistema de lentes. Todos os tipos de projetores de vídeo utilizam uma luz muito brilhante para projetar a imagem, e os mais modernos podem corrigir inconsistências como curvas, borrões e outras através de ajustes manuais. Projetores de vídeo são usados principalmente para apresentações, conferências, treinamento, e em sistemas de Home theater.
As definições comuns de exibição para um projetor portátil incluem SVGA (800×600 pixels), XGA (1024×768 pixels), 720p (1280×720 pixels) e 1080p (1920×1080 pixels).

## Tecnologias obsoletas
- Eidophor oil-film projectors
- Telaria oil-film projectors
- ILA (Image Light Amplifier) light valves.

## Maiores fabricantes
- Casio
- 3M
- Barco
- BenQ
- Dell
- Digital Projection International
- Epson
- Hewlett-Packard
- Hitachi
- InFocus
- Lenovo
- Matsushita (Panasonic)
- Mitsubishi
- NEC
- Optoma
- Sharp
- Sony
- Texas Instruments (fornecedor da tecnologia DLP)
- Toshiba
- Viewsonic